# Helena Skłodowska-Szalay
Helena Skłodowska-Szalay, także Szalayowa (ur. 20 kwietnia 1866 w Warszawie, zm. 6 lutego 1961 tamże) – polska nauczycielka, wizytatorka warszawskich szkół, działaczka oświatowa, członkini kobiecego komitetu wyborczego Unii Narodowo-Państwowej w 1922.

## Życiorys
Siostra Marii Skłodowskiej-Curie i Bronisławy Dłuskiej. Wyszła za mąż za Stanisława Szalaya (1867–1920), warszawskiego fotografa, z którym miała córkę Hannę – matkę Marii Elżbiety, żonę Jerzego Staniszkisa.
Autorka wspomnień o Marii Skłodowskiej-Curie pt. Ze Wspomnień o Marii Skłodowskiej-Curie (Nasza Księgarnia, Warszawa 1958).
W czasie I wojny światowej zaangażowała się w edukację dzieci, do 1919 prowadząc komplety. W okresie międzywojennym uczyła matematyki w Gimnazjum im. Klementyny z Tańskich Hoffmanowej.
Została pochowana w grobowcu rodzinnym na cmentarzu Powązkowskim w Warszawie (kwatera 164-3-20,21).

## Ordery i odznaczenia
- Złoty Krzyż Zasługi (9 listopada 1932)[7]

## Galeria

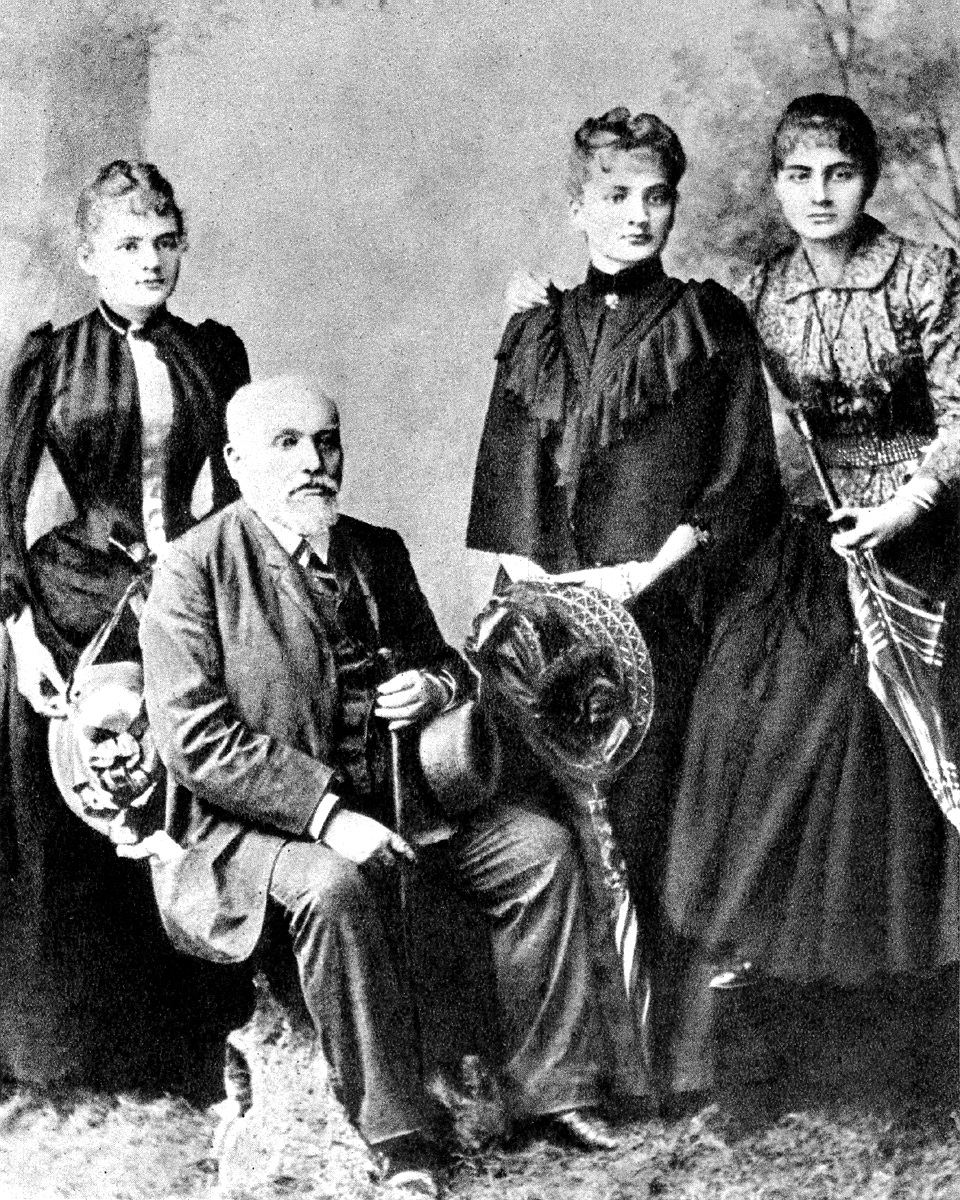
Władysław Skłodowski oraz (od lewej) Maria, Bronisława i Helena, 1890
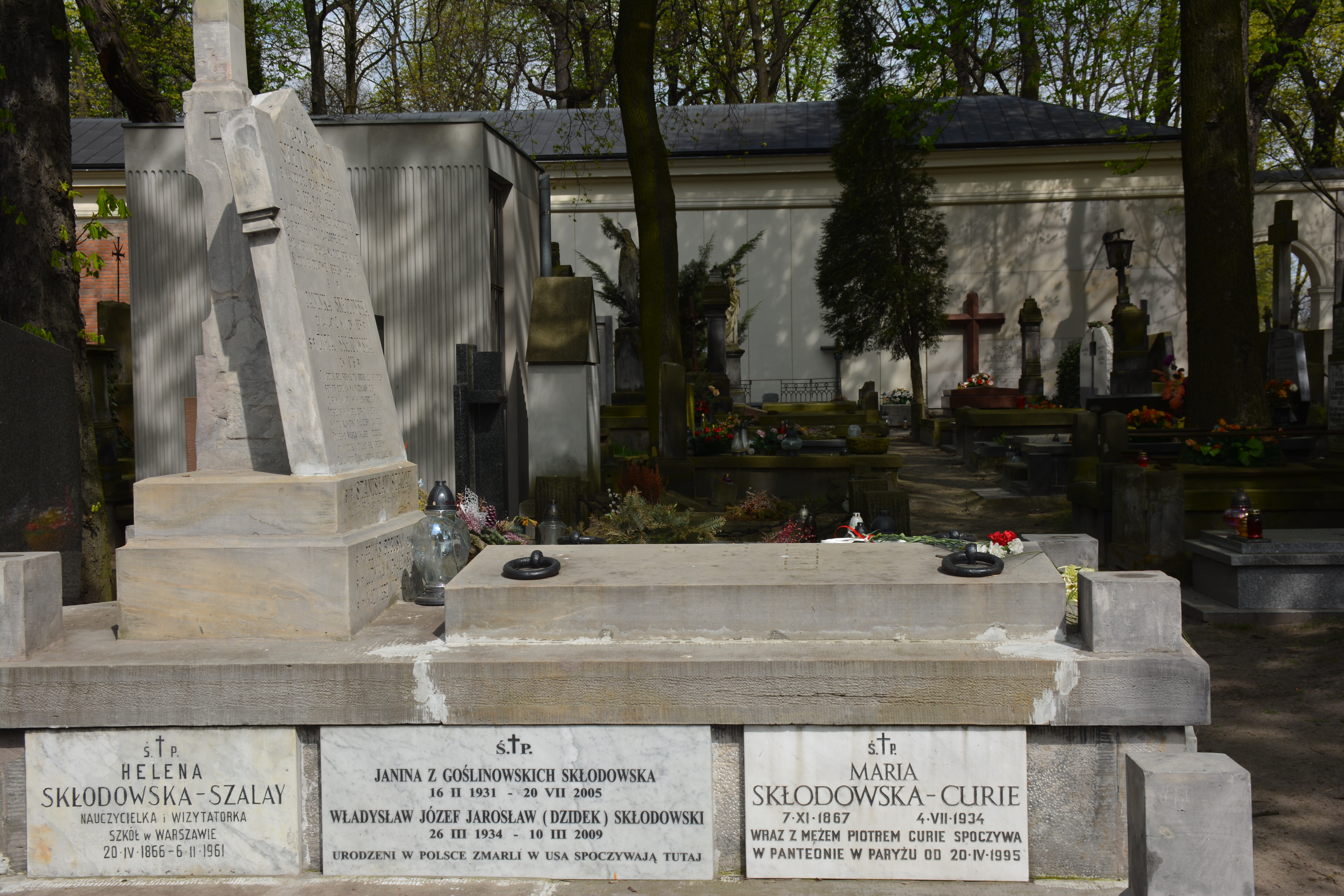
Rodzinny grobowiec Skłodowskich w Warszawie na Powązkach